# Andy Díaz Hernández
Andy Díaz Hernández (* 25. prosince 1995) je italský atlet kubánského původu, který se specializuje na trojskok. Byl reprezentantem Kuby, soutěžil na mistrovství světa v roce 2017, zúčastnil se také Letních olympijských her v roce 2020, kvůli zranění ale nestartoval. Dne 23. února 2023 získal italské občanství. Na Letních olympijských hrách 2024 získal v trojskoku bronzovou medaili. Na Halovém mistrovství Evropy 2025 a Halovém mistrovství světa 2025 získal v trojskoku zlatou medaili.
Jeho osobní rekordy jsou 17,75 metru (Florencie, 2023) a 17,80 metru v hale (Nanjing, 2025).